# De betoverde doolhof
De betoverde doolhof, later omgedoopt tot simpelweg Doolhof, is een bordspel voor twee tot vier personen van Ravensburger voor personen vanaf acht jaar. 

## Het spel
Het speelbord bestaat uit een doolhof opgebouwd uit meerdere losse vakjes en enkele vaste vakjes. Op elk van deze vakjes staat een gang afgebeeld. Dit kan een rechte gang zijn, een bocht van negentig graden of een T-splitsing. De startposities voor de spelers bevinden zich in de vier hoeken. De vaste vakjes zijn zo neergelegd dat er horizontaal en verticaal drie rijen ontstaan die geheel opgebouwd zijn uit losse vakjes. 
Op veel van de vakjes waar de doolhof uit is opgebouwd staat een voorwerp of figuur afgebeeld. Deze komen overeen met de voorwerpen en figuren op een reeks kaarten waarvan alle spelers er evenveel krijgen bij aanvang van het spel. Doel van het spel is om als eerste alle voorwerpen of figuren die op de gekregen kaarten staan te bereiken, en vervolgens terug te keren naar de startpositie. Spelers mogen maar achter één doel tegelijk aan gaan, en pas een volgend doelkaartje pakken als ze hun vorige doel hebben bereikt.
Het spel bevat één bonusvakje, wat betekent dat er altijd één vakje is dat niet op het spelbord ligt en op dat moment dus geen onderdeel uitmaakt van de doolhof. Per beurt mogen spelers eenmaal dit vakje aan een zijkant de doolhof in schuiven, zodat een hele rij vakjes elk één plek opschuift en zo de doolhof van vorm laat veranderen. Dit heeft tot doel zelf een weg te openen naar het gewenste voorwerp en eventueel tegelijk medespelers te hinderen in hun zoektocht. Spelers mogen na het schuiven van een gang met hun pion door de doolhof lopen tot ze bij hun volgende doel zijn, of niet verder kunnen of willen. Spelers mogen de veranderingen die de vorige speler heeft aangebracht in de doolhof niet meteen terugdraaien. 
De spelduur is ongeveer een half uur. Men heeft een klein beetje geluk nodig om het spel te winnen, maar het is vooral een strategisch spel.